# Dorotea kommunala realskola
Dorotea kommunala realskola var en kommunal realskola i Dorotea verksam från 1948 till 1964.

## Historia
Skolan bildades som kommunal mellanskola 1948, för att 1 juli 1952 ombildas till en kommunal realskola.
Realexamen gavs från åtminstone 1953 till 1964.